# 栃王山裕規
栃王山 裕規（とちおうやま ゆうき、1943年3月1日 - 2001年3月31日）は、愛知県名古屋市中村区出身で、春日野部屋に所属した大相撲力士。最高位は西前頭筆頭（1969年1月場所、1970年9月場所）。本名は神谷 静（かみたに しずか）。現役時代の体格は174cm、112kg。得意手は右四つ、寄り、上手出し投げ、下手投げ、突き落とし。

## 来歴・人物
幼少時は体が弱く、結核にも罹ったものの運動神経は抜群で、なかでも相撲は小学校のころから始めていた。
中京商業高校（現・中京大学附属中京高校）を1年生の途中で中退、横綱・栃錦に憧れて上京し、彼が所属する春日野部屋の門を叩いた。
1958年11月場所に於いて、15歳で初土俵を踏んだ。当初の四股名は、本名でもある「神谷」。
出世は順調で、1962年5月場所では十両に昇進。1963年1月場所にて、初土俵から約4年2ヵ月、19歳の若さで新入幕を果たした。なお、「栃王山」の四股名に改めた時期は、十両昇進直前の1962年1月場所前だった。
その後は幕内下位と十両の往復が続いたが、1965年7月場所で4度目の入幕を果たし、同場所では自己最多の11勝を挙げて敢闘賞を受賞した。
これが自信となったか、ここから番付も上昇、1966年1月場所では横綱・佐田の山を破って初の金星を獲得した。
しかし同年7月場所、場所前日の福の花との稽古で右目を負傷。これが眼底出血に加えて網膜剥離と診断される重傷で、初日不戦敗ののち休場、再び十両に陥落してしまった。なお、初日の対戦相手で不戦勝を得た相手は、稽古相手の福の花だった。
十両で迎えた翌9月場所も全休して幕下陥落の危機に直面したが、ここから盛り返し、ケガから約2年後の1968年5月場所に於いて見事幕内にカムバック。さらに1969年1月場所では自己最高位となる西前頭筆頭まで進み、11日目には1敗で大鵬と優勝争いをしていた横綱・柏戸を下手投げで破り、2個目の金星をものにした。
しかしその翌日左腰を捻挫したため休場、その後3年近く幕内中位で活躍したが再び視力が低下し、6度目の入幕となった1972年1月場所で2勝13敗と大敗したことを契機に引退した。
若い頃に栃ノ海の付け人をしており、栃ノ海同様の小兵ながらきびきびとした動きで、土俵狭しと動き回る取り口で相手から嫌がられた。栃錦に憧れていただけあって仕切りの表情や所作は自ら栃錦を真似して、これがよく似ていたため人気があった。本場所ではやらなかったが、花相撲では弓取式も務めた。
引退後は年寄・清見潟を襲名して、日本相撲協会に残ったが、1976年10月に廃業した。
現役時代から商才があったようで、いくつかの飲食店を経営していた。廃業後は本格的に、郷里の名古屋で、友人でもあった北の富士と共同で開いたキャバレーを経営するなどしていた。
2001年3月31日、逝去。享年58。

## 主な成績・記録
- 通算成績：524勝464敗31休 勝率.530
- 幕内成績：223勝273敗29休 勝率.450
- 現役在位：80場所
- 幕内在位：35場所
- 三賞：1回
  - 敢闘賞：1回（1965年7月場所）
- 金星：2個（佐田の山1個、柏戸1個）
- 各段優勝
  - 十両優勝：1回（1964年3月場所）
  - 序ノ口優勝：1回（1959年1月場所）

### 場所別成績
| | 一月場所 初場所（東京）  | 三月場所 春場所（大阪） | 五月場所 夏場所（東京） | 七月場所 名古屋場所（愛知） | 九月場所 秋場所（東京） | 十一月場所 九州場所（福岡） |
| --- | ------------------------ | ----------------------- | ----------------------- | --------------------------- | ----------------------- | --------------------------- |
| 1958年 （昭和33年） | x                        | x                       | x                       | x                           | x                       | （前相撲）                  |
| 1959年 （昭和34年） | 西序ノ口13枚目 優勝 8–0  | 東序二段53枚目 5–2–1    | 西序二段26枚目 5–3      | 東序二段10枚目 5–3          | 西三段目100枚目 6–2     | 西三段目59枚目 3–5          |
| 1960年 （昭和35年） | 西三段目72枚目 6–2       | 東三段目39枚目 5–3      | 西三段目18枚目 5–3      | 西幕下84枚目 4–2–1          | 東幕下69枚目 5–2        | 東幕下57枚目 4–3            |
| 1961年 （昭和36年） | 西幕下52枚目 5–2         | 東幕下39枚目 4–3        | 東幕下33枚目 5–2        | 東幕下24枚目 6–1            | 西幕下5枚目 3–4         | 東幕下8枚目 4–3             |
| 1962年 （昭和37年） | 西幕下4枚目 3–4          | 東幕下6枚目 5–2         | 東十両18枚目 10–5       | 東十両6枚目 5–10            | 西十両11枚目 10–5       | 西十両5枚目 12–3            |
| 1963年 （昭和38年） | 東前頭14枚目 5–10        | 東十両2枚目 8–7         | 西十両筆頭 9–6          | 東十両筆頭 9–6              | 西前頭14枚目 7–8        | 東前頭15枚目 8–7            |
| 1964年 （昭和39年） | 西前頭13枚目 2–13        | 西十両6枚目 優勝 12–3   | 東前頭14枚目 7–8        | 東前頭15枚目 1–2–12         | 東十両10枚目 10–5       | 東十両4枚目 8–7             |
| 1965年 （昭和40年） | 東十両3枚目 7–8          | 西十両5枚目 8–7         | 西十両2枚目 11–4        | 東前頭12枚目 11–4 敢        | 西前頭5枚目 9–6         | 東前頭3枚目 7–8             |
| 1966年 （昭和41年） | 西前頭3枚目 5–10 ★       | 西前頭7枚目 6–9         | 東前頭9枚目 8–7         | 西前頭7枚目 0–1–14          | 東十両筆頭 休場 0–0–15  | 西十両15枚目 9–6            |
| 1967年 （昭和42年） | 西十両7枚目 10–5         | 東十両4枚目 11–4        | 西十両筆頭 8–7          | 東十両筆頭 4–11             | 東十両11枚目 9–6        | 東十両7枚目 7–8             |
| 1968年 （昭和43年） | 東十両8枚目 10–5         | 西十両2枚目 9–6         | 東前頭11枚目 7–8        | 西前頭11枚目 8–7            | 東前頭8枚目 9–6         | 東前頭5枚目 9–6             |
| 1969年 （昭和44年） | 西前頭筆頭 2–10–3 ★      | 東前頭10枚目 7–8        | 東前頭11枚目 9–6        | 東前頭6枚目 7–8             | 西前頭7枚目 6–9         | 西前頭10枚目 8–7            |
| 1970年 （昭和45年） | 東前頭6枚目 7–8          | 東前頭7枚目 8–7         | 東前頭5枚目 5–10        | 東前頭8枚目 10–5            | 西前頭筆頭 3–12         | 東前頭8枚目 9–6             |
| 1971年 （昭和46年） | 東前頭2枚目 2–13         | 西前頭9枚目 8–7         | 東前頭9枚目 7–8         | 東前頭12枚目 8–7            | 西前頭11枚目 6–9        | 東十両筆頭 9–6              |
| 1972年 （昭和47年） | 東前頭11枚目 引退 2–13–0 | x                       | x                       | x                           | x                       | x                           |
| 各欄の数字は、「勝ち-負け-休場」を示す。 優勝 引退 休場 十両 幕下 三賞：敢=敢闘賞、殊=殊勲賞、技=技能賞 その他：★=金星 番付階級：幕内 - 十両 - 幕下 - 三段目 - 序二段 - 序ノ口 幕内序列：横綱 - 大関 - 関脇 - 小結 - 前頭（「#数字」は各位内の序列） |                          |                         |                         |                             |                         |                             |

### 幕内対戦成績
| 力士名   | 勝数 | 負数  | 力士名 | 勝数 | 負数 | 力士名   | 勝数 | 負数 | 力士名 | 勝数 | 負数 |
| -------- | ---- | ----- | ------ | ---- | ---- | -------- | ---- | ---- | ------ | ---- | ---- |
| 青ノ里   | 4    | 4     | 朝岡   | 1    | 0    | 浅瀬川   | 7    | 4    | 朝ノ海 | 0    | 1    |
| 朝登     | 1    | 3     | 旭國   | 2    | 0    | 天津風   | 3    | 2    | 嵐山   | 1    | 0    |
| 荒波     | 2    | 1     | 宇多川 | 1    | 2    | 追手山   | 0    | 1    | 扇山   | 2    | 1    |
| 大潮     | 1    | 1     | 岡ノ山 | 0    | 1    | 小城ノ花 | 2    | 1    | 魁傑   | 0    | 1    |
| 魁罡     | 2    | 1     | 海乃山 | 4    | 2    | 開隆山   | 3    | 2    | 柏戸   | 1    | 1    |
| 和晃     | 4    | 2     | 北の湖 | 0    | 1    | 北ノ國   | 0    | 3    | 北の花 | 2    | 1    |
| 北の富士 | 0    | 5     | 北葉山 | 0    | 2    | 君錦     | 2    | 1    | 清國   | 2    | 6    |
| 清勢川   | 1    | 1     | 黒獅子 | 1    | 0    | 高鉄山   | 11   | 6(1) | 琴櫻   | 1    | 6    |
| 金剛     | 1    | 6     | 逆鉾   | 0    | 1    | 佐田の山 | 1    | 1    | 沢光   | 0    | 3    |
| 白田山   | 3    | 1     | 錦洋   | 4    | 3    | 大麒麟   | 4    | 5    | 大豪   | 0    | 1    |
| 大心     | 1    | 0     | 大雪   | 4    | 2    | 大鵬     | 0    | 5    | 大文字 | 2    | 1    |
| 大雄     | 7    | 7     | 大竜川 | 3    | 4    | 貴ノ花   | 3(1) | 3    | 高見山 | 2    | 6    |
| 玉嵐     | 0    | 1     | 玉の海 | 0    | 5    | 鶴ヶ嶺   | 1    | 2    | 照櫻   | 3    | 2    |
| 時葉山   | 8    | 6     | 豊國   | 4    | 5    | 羽黒岩   | 7    | 7    | 羽黒川 | 0    | 1    |
| 羽黒山   | 1    | 1     | 長谷川 | 4    | 4    | 花光     | 2    | 4    | 廣川   | 1    | 3    |
| 福の花   | 1    | 13(1) | 房錦   | 2    | 2    | 富士櫻   | 1    | 0    | 富士錦 | 2    | 4    |
| 藤ノ川   | 2    | 4     | 二子岳 | 7    | 5    | 星甲     | 0    | 1    | 前田川 | 0    | 2    |
| 前の山   | 0    | 2     | 増位山 | 2    | 1    | 三重ノ海 | 1    | 6    | 禊鳳   | 2    | 2    |
| 明武谷   | 3    | 5     | 陸奥嵐 | 4    | 2    | 豊山     | 1    | 1    | 吉王山 | 2    | 1    |
| 義ノ花   | 7    | 7     | 琉王   | 1    | 2    | 龍虎     | 3    | 7    | 若杉山 | 2    | 0    |
| 若秩父   | 1    | 4     | 若天龍 | 3    | 5(1) | 若浪     | 11   | 7    | 若ノ海 | 1    | 0    |
| 若ノ國   | 3    | 1     | 若乃洲 | 3    | 1    | 若羽黒   | 2    | 3    | 若二瀬 | 7    | 6    |
| 若前田   | 1    | 1     | 若見山 | 3    | 2    | 輪島     | 1    | 2    |        |      |      |

## 改名歴
- 神谷 靜（かみたに しずか）1958年11月場所 - 1961年11月場所
- 栃王山 峰啓（とちおうやま みねあき）1962年1月場所 - 1965年5月場所
- 栃王山 靜（ - しずか）1965年7月場所 - 1968年3月場所
- 栃王山 裕規（ - ゆうき）1968年5月場所 - 1972年1月場所

## 年寄変遷
- 清見潟 裕規（きよみがた ゆうき）1972年1月 - 1972年3月
- 清見潟 靜（ -  しずか）1972年3月 - 1972年7月
- 清見潟 裕規（ -  ゆうき）1972年7月 - 1972年9月
- 清見潟 静（ - しずか）1972年9月 - 1976年10月（廃業）